# André Berger (pseudonyme)
Cet article court présente un sujet plus développé dans : André Picot et Roland Berger (écrivain).
André Berger est le pseudonyme collectif utilisé par André Picot et Roland Berger.

## Roman
- Ordonnance de non-lieu, Fleuve noir coll. « Spécial Police » no 1329 (1977)